# Vocabulaire de la langue des signes française
La langue des signes française se compose :
- d'un vocabulaire
- d'un alphabet dactylologique

Selon la complexité du geste / mouvement qui le représente, un mot de ce vocabulaire peut être représenté :
- geste statique : image fixe ;
- geste avec mouvement unique ou double : image fixe avec flèches indiquant le sens du mouvement - voir Bonjour ;
- geste avec trois mouvements successifs ou plus : vidéo.

Dans certains cas la représentation doit être faite de face et de profil :
- soit parce que l'axe du temps intervient - le passé est derrière, le futur est en avant[1] ;
- soit parce que le geste est en 3D - par exemple éléphant représenté par la trompe.

- Haut – A
- B
- C
- D
- E
- F
- G
- H
- I
- J
- K
- L
- M
- N
- O
- P
- Q
- R
- S
- T
- U
- V
- W
- X
- Y
- Z

## A
- Accompagner

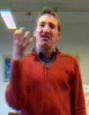
Affreux
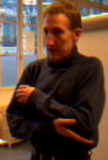
Aider
- Automatique

## B

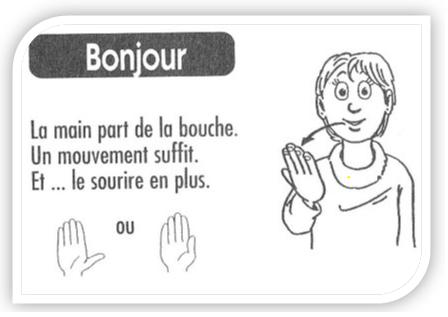
Bonjour

- Beau
- Bonjour[2]

## C
- Café
- Canard
- Chaise

## D

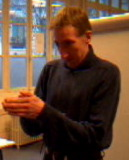
Demander
- Dessert
- Dire
- Directeur

## E
- Email
- Embaucher
- Encore
- Enfant

## F
- Famille
- Fatigué
- Femme
- Fruit

## G
- Gentil
- Girafe
- Glisser.webm
- Grand-mère

## H
- Hélicoptère
- Histoire
- Homme
- Humanitaire

## I
- Il fait beau
- Important

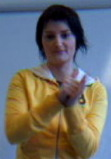
S'inscrire
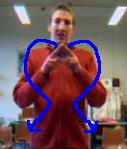
International

## J
- Je connais
- Je n'ai pas le temps

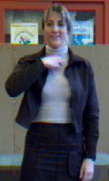
Juge
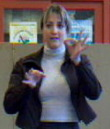
Juger

## K
- Kaki

## L
- Langue
- Libre
- Livre

## M
- Mademoiselle
- Mairie
- Maison
- Malade

## N
- Nager

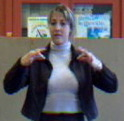
Neutre
- Noir

## P

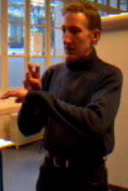
Prêter
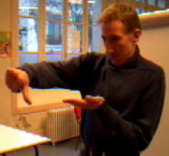
Payer
- Pourquoi ?
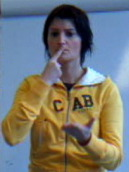
Préférer

## Q
- Quand ?
- Qui ?
- Quoi ?

## R
- Raconter
- Ranger

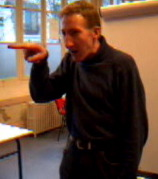
Regarder

## S
- S'il vous plait
- Sac à main
- Salle

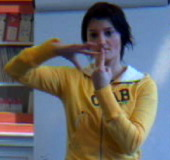
Social

## T
- Table
- Tante
- Taille (mesure)
- Terminer

## U
- Usine

## V
- Vache
- Vendre
- Vent

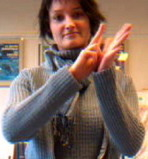
Elément de vocabulaire - mot, signe, chiffre, etc.

## W
- Week-end

## Z
- Zoo